# Резолюция Совета Безопасности ООН 1285
Резолюция Совета Безопасности Организации Объединённых Наций 1285 (код — S/RES/1285), принятая 13 января 2000 года, сославшись на предыдущие резолюции по Хорватии, включая резолюции 779 (1992), 981 (1995), 1147 (1998), 1183 (1998), 1222 (1999) и 1252 (1999), Совет уполномочил Миссию наблюдателей Организации Объединённых Наций в Превлаке (МНОП) продолжать наблюдение за демилитаризацией в районе полуострова Превлака в Хорватии до 15 июля 2000 года.
Совет Безопасности по-прежнему обеспокоен нарушениями режима демилитаризации и ограничениями свободы передвижения наблюдателей Организации Объединённых Наций, хотя и произошли некоторые позитивные изменения. Он приветствовал открытие пропускных пунктов между Хорватией и Черногорией, что облегчило гражданское и коммерческое движение без инцидентов в сфере безопасности, что представляет собой значительную меру укрепления доверия между двумя странами.
Хорватию и Союзную Республику Югославию (Сербию и Черногорию) настоятельно призвали полностью выполнить соглашение о нормализации отношений, прекратить нарушения режима демилитаризации, снизить напряженность и обеспечить свободу передвижения наблюдателям Организации Объединённых Наций. Генеральному секретарю Кофи Аннану было предложено представить к 15 апреля 2000 года доклад о рекомендациях по мерам укрепления доверия между двумя сторонами. Наконец, Силы стабилизации, санкционированные Резолюцией 1088 (1996) и продленные Резолюцией 1247 (1999), должны были сотрудничать с ЮНМОП.